# Idioma holu
Holu (o Kiholu, Kiholo, Holo) es una lengua bantú que se habla en Angola y la República Democrática del Congo. Hay 28.212 hablantes de holu en ambos estados.

## Descripción
El ethnologue la considera como una lengua bantú del grupo L, considerándola una lengua phende junto con el samba , el kwese y el pende. Según el glottolog, es considerada como una lengua mbala-holu-sondi (K.10), de las lenguas bantúes centro-occidentales junto con el bangala , el kwese , el pende , el mbala y el songo.

## Holu en Angola
En Angola hay 23.117 hablantes de holu, en la zona del río Kwango. El dialecto Yeci, que se habla en Angola, podría ser una lengua distinta. Hay porciones de la biblia escritas en holu (años 1943 y 1956).

## Holu en la República Democrática del Congo
Hay 5.095 hablantes de holu en el extremo suroeste de la provincia de Bandundu.

## Dialectos
Hay dos dialectos, Holu y Yeci. Éste podría ser una lengua separada. Holu es una lengua cercana al idioma Samba.